# Prosénquima
En botánica, el prosénquima ( de [prosénkhyma], extenderse junto) es un tejido formado por células alargadas, ahusadas o fibriformes, firmemente unidas por sus cabos puntiagudos, de membranas engrosadas en mayor o menor grado, sin contenido protoplasmático o con una reducida cantidad de protoplasma, y generalmente sin contenido de substancias de reserva o de otra naturaleza.